# فيليبي مايا
فيليبي مايا (بالبرتغالية: Felipe da Maia‏) هو لاعب كرة قدم برازيلي في مركز الهجوم، ولد في 25 يناير 1993. لعب مع Araguaína Futebol e Regatas ‏.

## وصلات خارجية
- فيليبي مايا على موقع قاعدة بيانات كرة القدم.إي يو (الإنجليزية)